# Jardim (Ceará)
Jardim is een gemeente in de Braziliaanse deelstaat Ceará. De gemeente telt 26.578 inwoners (schatting 2009).